# Oakland Acres
Oakland Acres is een plaats (city) in de Amerikaanse staat Iowa, en valt bestuurlijk gezien onder Jasper County.

## Demografie
Bij de volkstelling in 2000 werd het aantal inwoners vastgesteld op 166. In 2006 is het aantal inwoners door het United States Census Bureau geschat op eveneens 166.

## Geografie
Volgens het United States Census Bureau beslaat de plaats een oppervlakte van 0,8 km², waarvan 0,7 km² land en 0,1 km² water. Oakland Acres ligt op ongeveer 300 m boven zeeniveau.

## Plaatsen in de nabije omgeving
De onderstaande figuur toont nabijgelegen plaatsen in een straal van 20 km rond Oakland Acres.